# 제이콥 윌슨
제이콥 클린턴 윌슨(Jacob Clinton Wilson, 1990년 7월 29일 ~ )은 미국의 야구 선수이자, 전 메이저 리그 휴스턴 애스트로스의 내야수, 외야수이다.

## 미국 프로야구 시절
2012년에 세인트루이스 카디널스에 입단하였다.

## 한국 프로야구 시절

### 롯데 자이언츠시절
2019년 6월에 카를로스 아수아헤를 대체할 외국인 타자로 영입되었다.

## 미국 프로야구 복귀
2020년에 워싱턴 내셔널스에 복귀하였다.